# Zinédine Ould Khaled
Zinédine Ould Khaled (Alfortville, 14 gennaio 2000) è un calciatore francese, difensore del Sabah.

## Carriera
Ould Khaled ha iniziato la sua carriera calcistica nell'Angers. Nella stagione 2018-2019 ha collezionato otto presenze e due reti con la squadra riserve, militante in National 3. Il 26 aprile 2019 ha firmato il suo primo contratto da professionista con il club, valido fino al 2022. Il 5 gennaio 2020 ha esordito in prima squadra nella partita di Coppa di Francia contro il Dieppe. Il 30 agosto 2022 ha rinnovato il contratto fino al 2025.

## Statistiche

### Presenze e reti nei club
Statistiche aggiornate al 24 agosto 2024.
| Stagione        | Squadra         | Campionato      | Campionato | Campionato | Coppe nazionali | Coppe nazionali | Coppe nazionali | Coppe continentali | Coppe continentali | Coppe continentali | Altre coppe | Altre coppe | Altre coppe | Totale | Totale | Totale |
| Stagione        | Squadra         | Comp            | Pres       | Reti       | Comp            | Pres            | Reti            | Comp               | Pres               | Reti               | Comp        | Pres        | Reti        | Pres   | Reti   |        |
| --------------- | --------------- | --------------- | ---------- | ---------- | --------------- | --------------- | --------------- | ------------------ | ------------------ | ------------------ | ----------- | ----------- | ----------- | ------ | ------ | ------ |
| 2019-2020       | Angers 2        | N2              | 12         | 0          | -               | -               | -               | -                  | -                  | -                  | -           | -           | -           | 12     | 0      |        |
| 2020-2021       | Angers 2        | N2              | 4          | 0          | -               | -               | -               | -                  | -                  | -                  | -           | -           | -           | 4      | 0      |        |
| 2021-2022       | Angers 2        | N2              | 7          | 0          | -               | -               | -               | -                  | -                  | -                  | -           | -           | -           | 7      | 0      |        |
| 2022-2023       | Angers 2        | N2              | 8          | 1          | -               | -               | -               | -                  | -                  | -                  | -           | -           | -           | 8      | 1      |        |
| 2023-2024       | Angers 2        | N2              | 1          | 0          | -               | -               | -               | -                  | -                  | -                  | -           | -           | -           | 1      | 0      |        |
| Totale Angers 2 | Totale Angers 2 | Totale Angers 2 | 32         | 1          |                 | -               | -               |                    | -                  | -                  |             | -           | -           | 32     | 1      |        |
| 2019-2020       | Angers          | L1              | 1          | 0          | CF              | 1               | 0               | -                  | -                  | -                  | -           | -           | -           | 2      | 0      |        |
| 2020-2021       | Angers          | L1              | 3          | 0          | CF              | 1               | 0               | -                  | -                  | -                  | -           | -           | -           | 4      | 0      |        |
| 2022-2023       | Angers          | L1              | 4          | 0          | CF              | 0               | 0               | -                  | -                  | -                  | -           | -           | -           | 4      | 0      |        |
| 2023-2024       | Angers          | L2              | 24         | 1          | CF              | 2               | 0               | -                  | -                  | -                  | -           | -           | -           | 26     | 1      |        |
| 2024-2025       | Angers          | L1              | 2          | 0          | CF              | -               | -               | -                  | -                  | -                  | -           | -           | -           | 2      | 0      |        |
| Totale Angers   | Totale Angers   | Totale Angers   | 34         | 1          |                 | 4               | 0               |                    | -                  | -                  |             | -           | -           | 38     | 1      |        |
| Totale carriera | Totale carriera | Totale carriera | 66         | 2          |                 | 4               | 0               |                    | -                  | -                  |             | -           | -           | 70     | 2      |        |